# Bitwa pod Mikołajowem

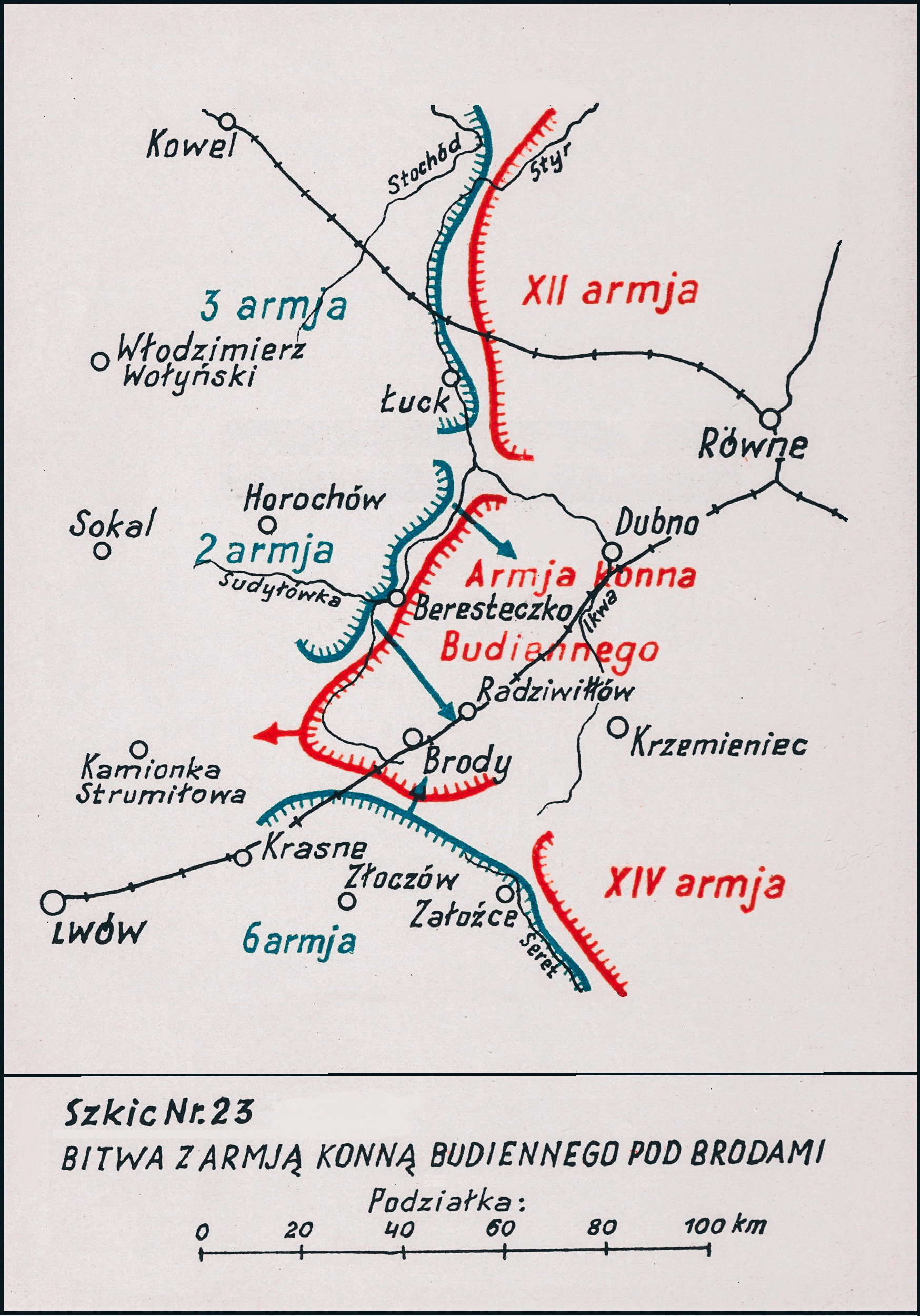
Adam Przybylski,
Wojna Polska 1918–1921

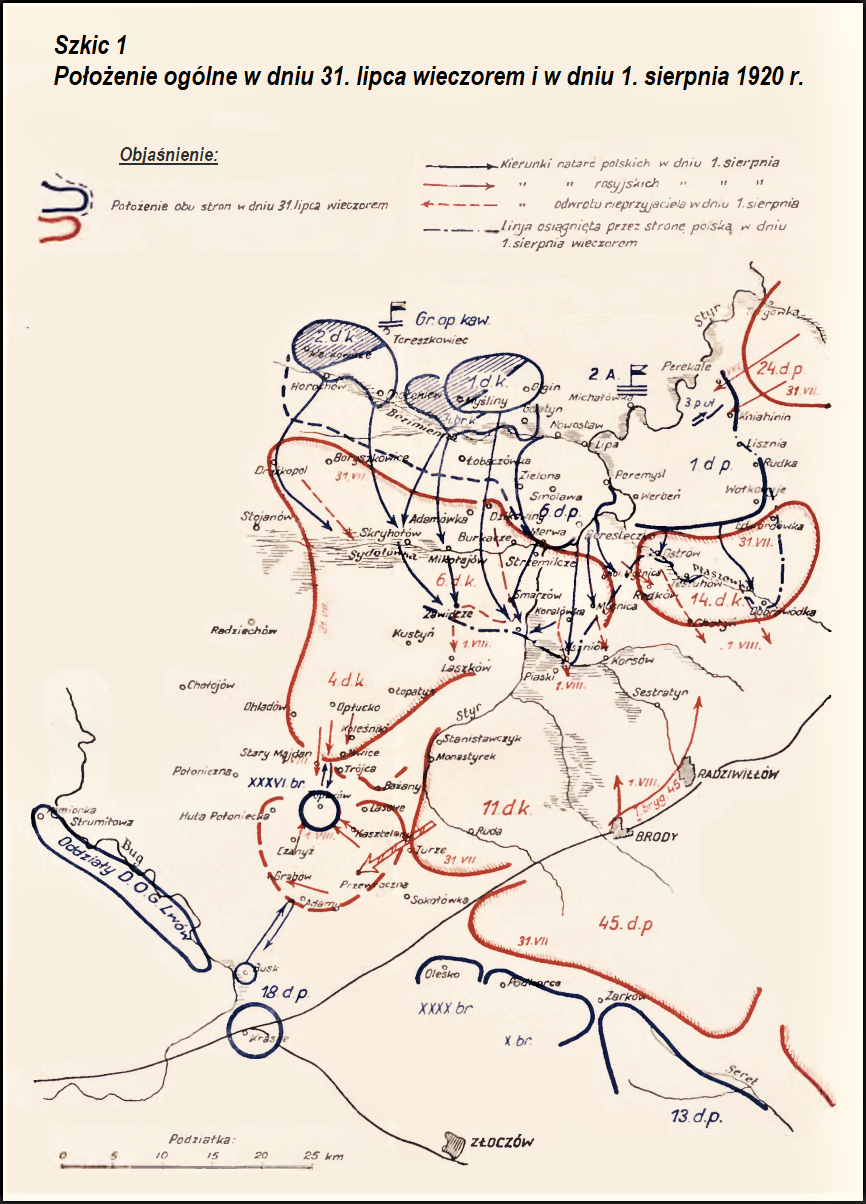
Władysław Steblik
Bój 12. P.P. pod Leszniowem i Brodami

Bitwa pod Mikołajowem – część bitwy pod Brodami i Beresteczkiem. Walki polskiego 11 pułku ułanów mjr. Antoniego Jabłońskiego z sowiecką 6 Dywizją Kawalerii komdywa Siemiona Timoszenki toczone w okresie ofensywy Frontu Południowo-Zachodniego w czasie wojny polsko-bolszewickiej.

## Geneza
W końcu lipca Naczelne Dowództwo Wojska Polskiego planowało uderzenie na prawe skrzydło nacierających wojsk Michaiła Tuchaczewskiego. Do przeprowadzenia operacji zamierzano użyć także jednostek ściągniętych z Frontu Południowo-Wschodniego generała Edwarda Rydza-Śmigłego.
Warunkiem sukcesu było wcześniejsze pobicie 1 Armii Konnej Siemiona Budionnego. Zadanie to miała wykonać 2 Armia gen. Kazimierza Raszewskiego w składzie 1 Dywizja Piechoty Legionów, 6 Dywizja Piechoty, XI Brygada Piechoty oraz Grupa Operacyjna Jazdy gen. Jana Sawickiego i samodzielna 4 Brygada Jazdy. Plan zakładał uderzenie z północnego zachodu Grupy Operacyjnej Jazdy i 6 Dywizji Piechoty w kierunku na Brody - Radziwiłłów. Współdziałająca z 2 Armią grupa gen. Franciszka Krajowskiego ze składu 6 Armii miała wiązać część sił konarmii Budionnego na południowym zachodzie.
W tym czasie dowódca sowieckiego Frontu Południowo-Zachodniego Aleksander Jegorow nakazał 1 Armii Konnej Budionnego zdobyć Lwów. Jej dywizje wdarły się w słabo obsadzoną lukę między 2 i 6 Armią, sforsowały Styr, a 4. i 11 Dywizja Kawalerii nacierały w kierunku na Kamionkę Strumiłową. Północne skrzydło 1 Armii Konnej osłaniała walcząca pod Łuckiem 24 Dywizja Strzelców, a południowe 45 Dywizja Strzelców. Natarcie 2 Armii miało rozpocząć się 29 lipca, ale do tego dnia oddziały nie zakończyły koncentracji sił. O wyznaczonej porze ruszyły tylko skrzydła 2 Armii.

## Walki pod Mikołajowem
1 sierpnia 1 Dywizja Jazdy płk. Juliusza Rómmla otrzymała rozkaz uderzenia przez Strzemilcze na Mikołajów i odcięcia Sowietom drogi odwrotu. Na czele dywizji maszerowała 3 Brygada Jazdy, a jej awangardę stanowił siedmioszwadronowy 11 pułk ułanów.
Szwadrony 11 p.uł. opanowały wsie Merwa i Strzemilcze, a po przekroczeniu Styru w Strzemilczach zarządzono odpoczynek. Jednocześnie dowódca pułku wysłał podjazdy w kierunku Mikołajowa i Szczurowic. Rozpoznanie ustaliło, że obie te miejscowości są bronione. Do walki o Mikołajów ruszyły trzy szwadrony. W jej trakcie, na południe od miejscowości, polscy ułani zostali zaatakowani przez silne oddziały 6 Dywizji Kawalerii. Pofałdowany teren ułatwiał dokonywanie zaskakujących ataków i urządzanie zasadzek. Szarżujące szwadrony 11 pułku ułanów ponosiły ciężkie straty wskutek ognia sowieckich karabinów maszynowych na taczankach. Dowodzący grupą uderzeniową zastępca dowódcy pułku rtm. Edward Kleszczyński został ranny.
Stojący w pobliżu miejsca bitwy 12 pułk ułanów interweniował zbyt opieszale. Dwa szwadrony zostały wydzielone zbyt późno i nie zapobiegły rozbiciu 3/11 p.uł. Pasywne zachowanie dowódcy 12 p.uł. ppłk. Stanisława Szantyra sprawiło, że został na wniosek płk. Rómmla odwołany z tego stanowiska. W tej sytuacji dowódca 11 p.uł. mjr Jabłoński wprowadził do walki pozostałe szwadrony, w tym działający w szyku pieszym, świeżo przybyły na front, szwadron pomorski. O rezultacie bitwy przesądziła akcja 9 i 14 pułków ułanów, które opanowały kolonię Marianka i wyszły na tyły sowieckiej 6 Dywizji Jazdy.

## Bilans walk
W boju pod Mikołajowem 11 pułk ułanów stracił około 80 poległych i rannych, a według innych źródeł nawet 94 poległych i około 100 rannych. Poległ między innymi dowódca 3 szwadronu rtm. Bronisław Sokulski

Na szarfach sztandaru pułku wypisane są słowa: „Mikołajów l.VIII.20 r.”.